# أندريه كولموغوروف
أندريه نيكولايفيتش كولموغوروف (بالروسية: Андрей Николаевич Колмогоров) (ولد في 25 أبريل 1903 - 20 أكتوبر 1987 بموسكو)، هو عالم رياضيات روسي الأصل. التحق بجامعة موسكو سنة 1920. توصل إلى نتيجة هامة حول المتسلسلات المثلثية بعد اهتمامه بالمنطق الرياضي. بدأ سنة 1925 في ميدان الاحتمالات. تحصل على شهادة الدكتوراه سنة 1931. يعتبر من رواد الحساب الاحتمالي. لقب بإقليدس القرن العشرين.

## حياته

### نشأته
ولد كولموغوروف في تامبوف.

## وصلات خارجية
- أندريه كولموغوروف على موقع الموسوعة البريطانية (الإنجليزية)
- أندريه كولموغوروف على موقع مونزينجر (الألمانية)